# Juan Alejandro Abaurre
Juan Alejandro Abaurre (né le 11 septembre 1972 à Godoy Cruz en Argentine) est un footballeur argentin qui évoluait au poste d'attaquant, avant de devenir ensuite entraîneur.
Son neveu, Martín, était également footballeur.

## Biographie

### Carrière de joueur
Il termine meilleur buteur de la deuxième division argentine lors de la saison 1993-1994 avec le CD Godoy Cruz, inscrivant 29 buts. Il inscrit un total de 107 buts en deuxième division avec Godoy Cruz.

## Palmarès
Godoy Cruz
- Championnat d'Argentine D2 (1) :
  - Champion : 2005 (Ouverture).
  - Meilleur buteur : 1993-94 (29 buts).

- Championnat d'Argentine D3 (1) :
  - Champion : 1993-94.